# Daiei (japansk era)

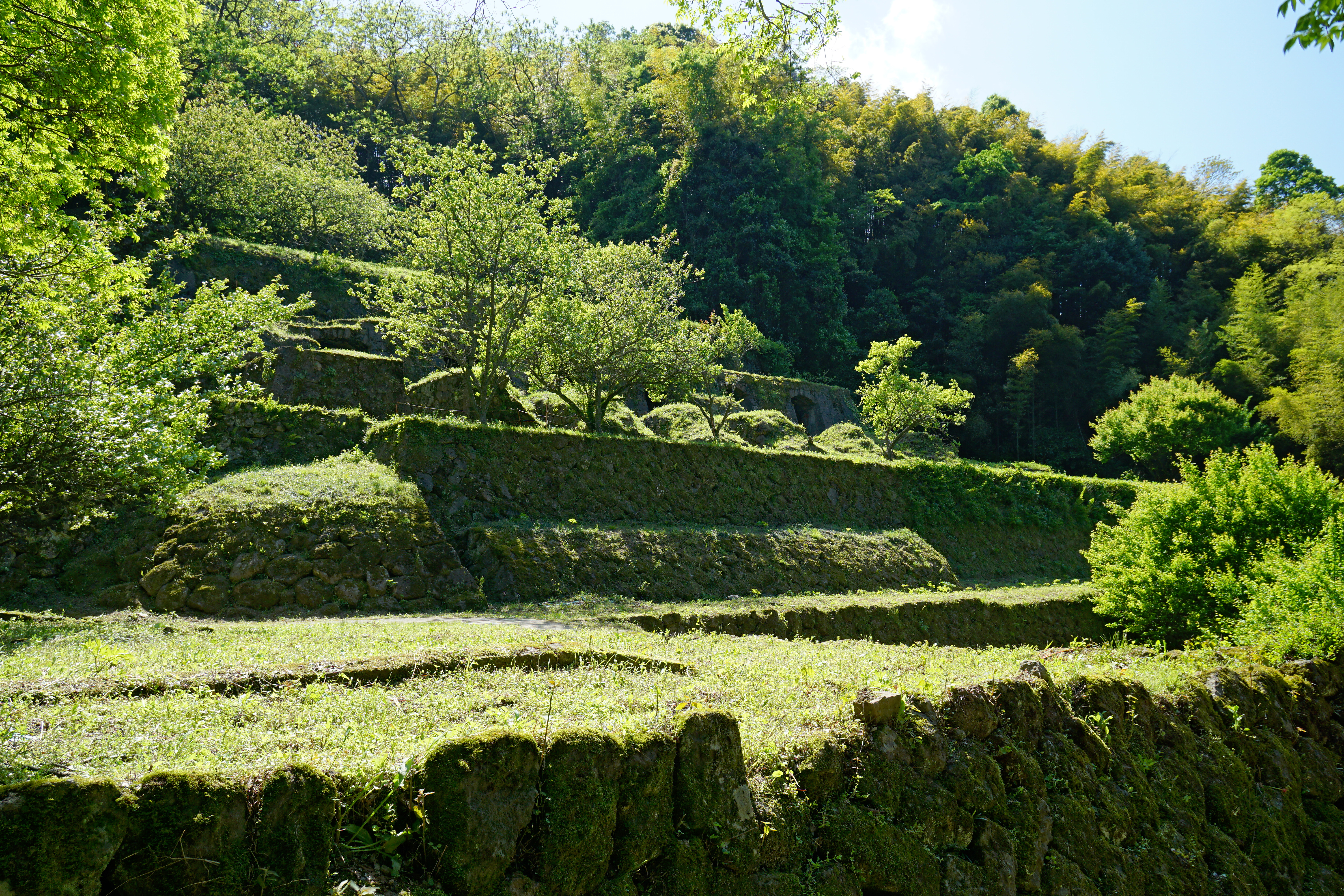
Silvergruvan Iwami Ginzan öppnades under daiei.

Daiei (japanska: 大永?, daiei, även taiei), 23 augusti 1521–20 augusti 1528 är en period i den japanska tideräkningen under kejsarna Go-Kashiwabara och Go-Nara. Shoguner var Ashikaga Yoshitane och Ashikaga Yoshiharu.
Periodern inleddes efter flera järtecken (krig och naturkatastrofer) och namnet hämtades från en sentens ur den kinesiska encyklopedin Tongdian (färdigställd år 801).
År Daiei 6 (1526) inleddes storskalig silverbrytning i silvergruvan Iwami Ginzan, i dag ett världsarv i Shimane prefektur.

## Fotnoter
1. ↑  Uppslagsverket Daijirin (大辞林), elektronisk utgåva, Sanseido 2006. Datum enligt den japanska månkalendern som inte helt överensstämmer med den västerländska.
2. ↑  Sentensen på klassisk kinesiska: 庶務至微至密、其大則以永業